# Sensible Soccer
 (octobre 2019).
Si vous disposez d'ouvrages ou d'articles de référence ou si vous connaissez des sites web de qualité traitant du thème abordé ici, merci de compléter l'article en donnant les références utiles à sa vérifiabilité et en les liant à la section « Notes et références ».
Sensible Soccer est un jeu vidéo de football en 2D développé par Sensible Software et édité par Renegade Software en 1992. Initialement développé sur Amiga et Atari ST, le jeu s'est imposé comme une référence du genre et a été porté sur de nombreuses plates-formes. Le jeu a donné naissance à une longue série, qui a été transposé avec moins de succès en 3D, et dont la réapparition dans les années 2000 en fait l'une des plus anciennes du genre.

## Système de jeu
Le terrain est visualisé en vue aérienne avec un gameplay qui privilégie le jeu collectif. Les commandes sont simplement tir, lobe, passe, tacle, tête et le joueur peut imprimer des effets après le tir avec la croix directionnelle.
À la différence de Kick Off auquel il est souvent comparé, la vue est plus large. Le terrain reste vertical, mais le score s’affiche à la manière d’une retransmission télévisuelle avec score, buteurs et minutes du match correspondants. Le ballon reste plus facilement collé au pied, mais le devient de moins en moins au fur et à mesure que le joueur accélère. Un seul bouton sert pour toutes les actions de jeu, comme le tir ou la passe, dont la puissance est dosée par la pression exercée, ainsi que la tête lorsque le ballon est en l’air. Les passes en finesse sont assistées pour se diriger vers le joueur le plus proche se trouvant dans sa direction. Le gameplay est nerveux et requiert une bonne synchronisation, mais la vue éloignée permet de développer des actions construites, même si les ailes restent en général peu utilisées. Le gardien est contrôlé par l’ordinateur et se révèle bien souvent une vraie muraille, sauf sur certains tirs stéréotypés qui font mouche presque à chaque fois (notamment le magnifique lob lifté du milieu du terrain !), ce qui permet notamment des scores fleuves en seulement 3 minutes de jeu. La météo est représentée par les différentes teintes du terrain, mais influe peu sur le gameplay. Les joueurs peuvent se blesser et il est possible de faire rentrer jusqu’à trois remplaçants ainsi que de changer de tactique en cours de match.
Dans la version originale du jeu, chaque équipe possède trois joueurs stars indiqués par une étoile à côté de leurs noms et deux jeux de maillots domicile/extérieur. La base de données se divise en trois groupes, non jouables simultanément, avec le nom de vraies équipes et des vrais joueurs : les équipes internationales européennes, les principaux clubs européens de l’époque et des équipes fantaisistes, le tout étant modifiable par l’utilisateur, étoile mis à part. Le grand intérêt du jeu réside en outre dans la grande liberté laissée dans le format des compétitions proposés : aux compétitions officielles (championnat, coupes d’Europe) s’ajoute la possibilité de créer sa propre compétition de toutes pièces (nombre d’équipes, système de poules, matchs aller-retour, règle des buts à l’extérieur…).
Dans les versions suivantes, notamment SWOS (Sensible World of Soccer), la base de données s’étendra à la quasi-totalité des équipes et compétitions mondiales, allant jusqu’à inclure d’obscures championnats comme la division 4 anglaise ou encore celui de Nouvelle-Zélande. Un jeu de management aux fonctions basiques, mais bien conçues et assez réalistes pour l'époque, vient se greffer dessus : transfert, budget, évolution des joueurs, offres de poste d’entraineur ou de sélectionneur en cours de saison, licenciement, dépendant grandement des résultats et du standing du club. Chaque joueur se voit attribuer une note de une à cinq étoiles ainsi que trois aptitudes propres parmi un panel assez simplifié (vitesse, tir, passe, tacle, dribble…), qui restent fixe durant toute la partie. La valeur de transfert varie, non pas en fonction des performances, mais si le joueur est bien positionné dans la tactique employée. Il est aussi possible de faire jouer de jeunes recrues ou de l’équipe réserve qui en de rares occasions peuvent être de qualité.

## Développement
Sensible Soccer a été conçu par Jon Hare, Chris Chapman, Chris Yates et Dave Korn. Jon Hare et Chris Yates sont aussi les cofondateurs de Sensible Software, un petit studio britannique renommé, aussi connu pour Wizball, Mega lo Mania ou encore Cannon Fodder.
- Concept : Jon Hare, Chris Chapman, Chris Yates, Dave Korn
- Programmation : Chris Chapman, Dave Korn, Chris Jates, Julian Jameson
- Graphisme : Jon Hare
- Musique et effets sonores : Richard Joseph

## Exploitation

### Versions
Sensible Soccer est sorti à la fin de l'été 1992 sur Amiga et Atari ST. Une version DOS est sortie peu après, convertie par Wave Software. Une version 1.1, European Champions 92/93, est sortie au début de l'année 1993, corrigeant divers aspects (intelligence artificielle, déplacement du gardien, gestion des cartons et de la nouvelle règle concernant les passes en retrait au gardien) et ajoutant de nouvelles équipes, et une version 1.2, sous-titré International Edition, est sorti au printemps 1994.
Le jeu a été adapté en 1993 et 1994 sur Archimedes, Amiga CD32 (Renegade), Game Gear, Master System, Mega Drive, Mega-CD, Super Nintendo (Sony Imagesoft) et en 1995 sur GameBoy (Sony Imagesoft) et Jaguar (Krisalis Entertainment, Telegames). Suivant la plate-forme, l'adaptation est basée sur la version 1.1 ou 1.2 du jeu. Certaines d'entre elles ont été commercialisées aux États-Unis sous le nom Championship Soccer '94.
Deux versions J2ME sur téléphones mobiles, Sensible Soccer Mobile et Sensible Soccer Skillz, respectivement développées par Tower Studios (nouveau studio de Hare et Yates) et Cobra Mobile, ont également été commercialisées en 2004 et 2006.

## La série
Après deux épisodes intermédiaires, la série connait une évolution notable avec Sensible World of Soccer (SWoS), sorti fin 1994 sur Amiga et DOS (Wave Software). Le jeu contient une base de données étendue et implémente une importante dimension gestion. Les déclinaisons 95/96 et 96/97 sont pour l'essentiel de simples mises à jour statistiques.
Sensible Soccer '98, sorti en 1998 sur Windows puis PlayStation, est une tentative de transposition du concept à la 3D. Après cet épisode, la série va disparaître commercialement pendant plusieurs années mais la communauté de fans va continuer à la faire vivre à travers des compétitions en ligne sur SWoS 96/97.
La sortie de Sensible Soccer 2006 marque le retour de la série, en 3D et avec des personnages en super deformed. Un remake de SWoS jouable en ligne est sorti sur le Xbox Live Arcade en décembre 2007.

### Les épisodes
Les jeux ont tous été développé par Sensible Software et édité par Renegade Software sauf mention contraire.
- 1992 - Sensible Soccer
- 1993 - Sensible Soccer: European Champions 92/93 (v.1.1)
- 1994 - Sensible Soccer: International Edition, aussi connu sous le nom International Sensible Soccer (v.1.2)
- 1994 - Sensible World of Soccer
- 1995 - Sensible World of Soccer 95/96
- 1995 - Sensible World of Soccer 95/96: European Championship Edition
- 1996 - Sensible World of Soccer 96/97
- 1998 - Sensible Soccer '98
- 1999 - Sensible Soccer 98: European Club Edition
- 2006 - Sensible Soccer 2006 (Kuju Entertainment, Codemasters)
- 2007 - Sensible World of Soccer (Kuju Entertainment, Codemasters)